# Fiordland

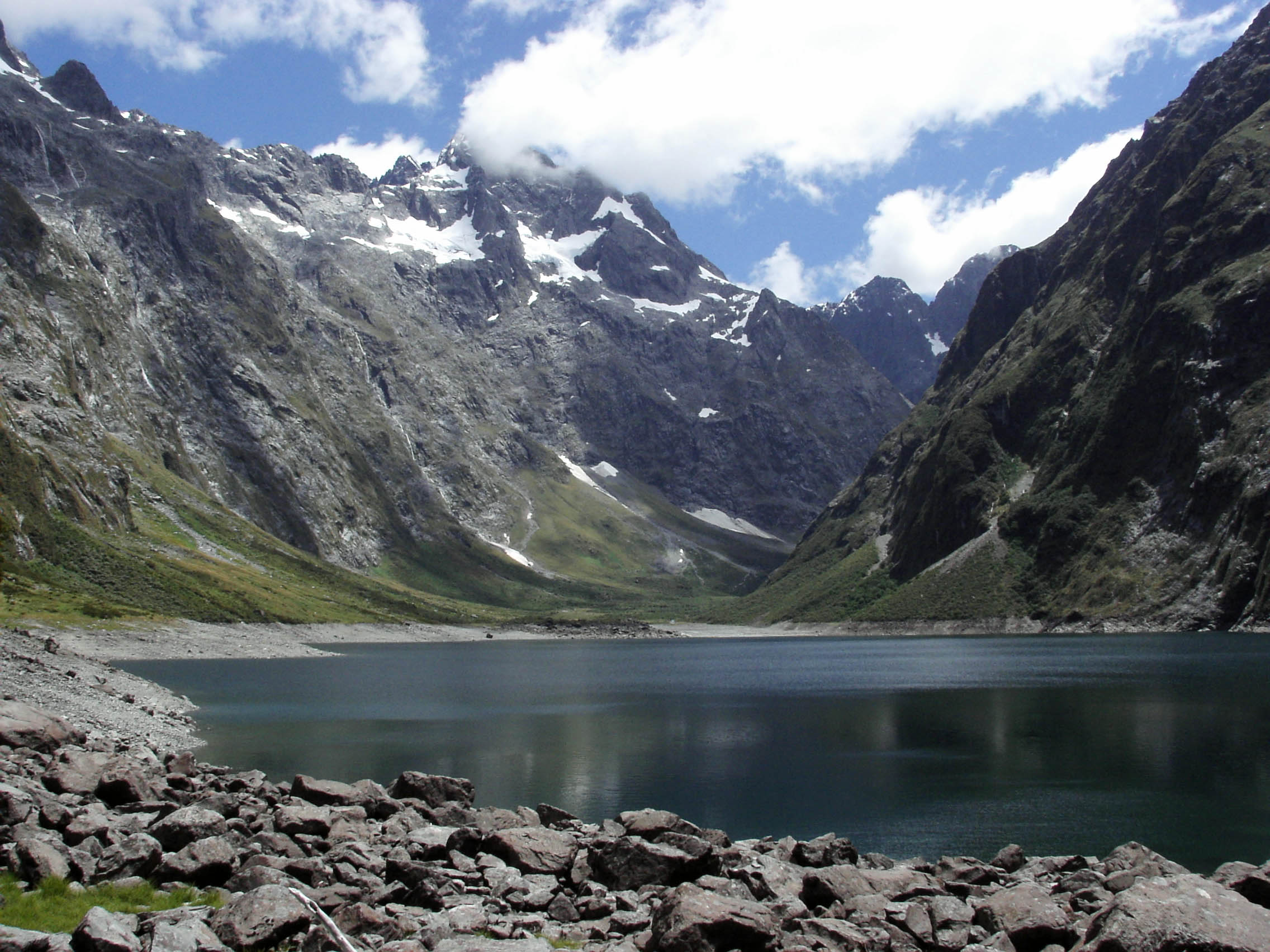
Het Marianmeer in het Nationaal park Fiordland nabij de Homertunnel op de weg naar Milford Sound

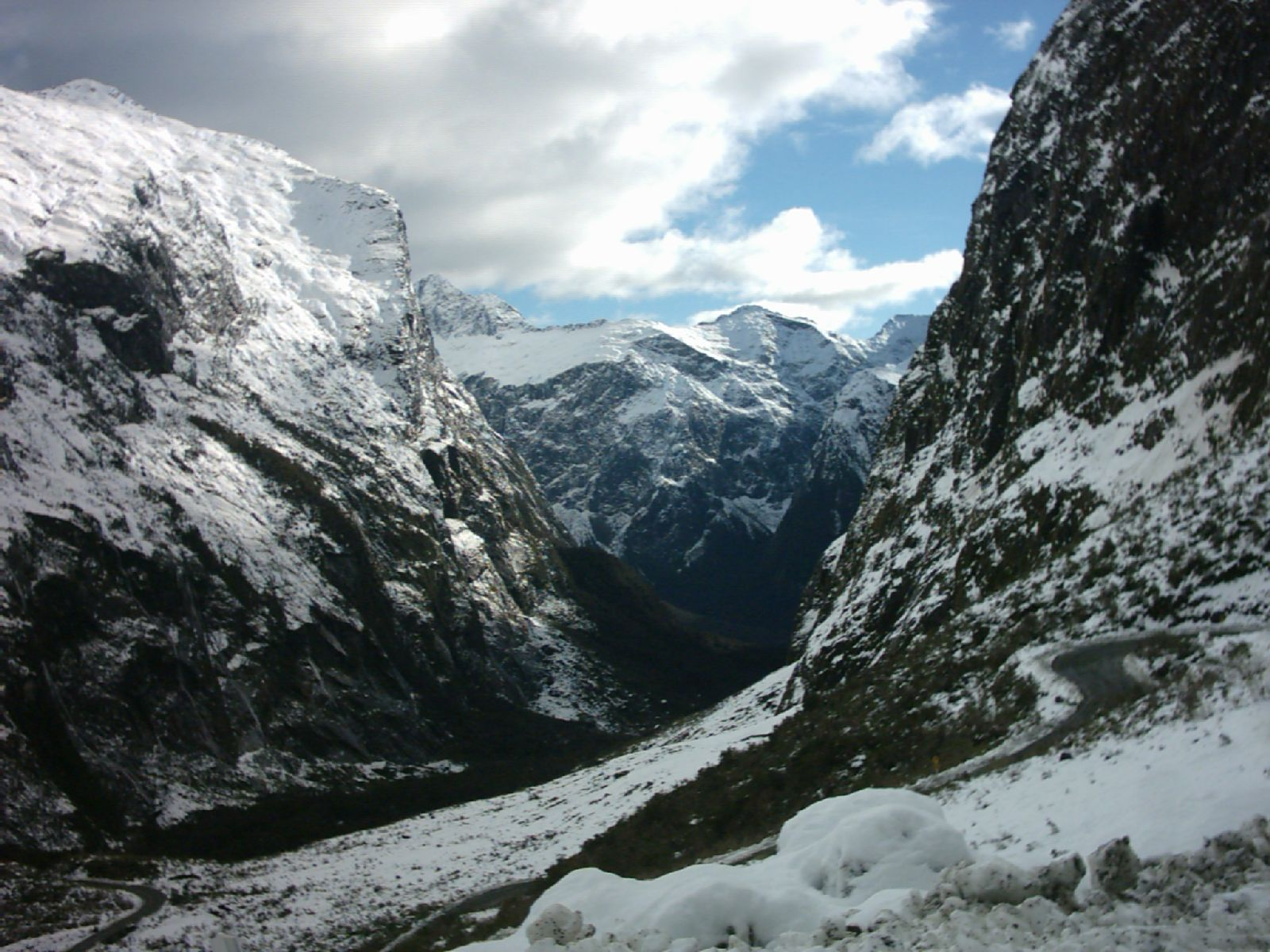
Winterzicht op de westkant van de Homertunnel

Fiordland is een geografisch gebied in Nieuw-Zeeland dat gelegen is in het zuidwesten van het Zuidereiland. Het grootste gedeelte bestaat uit het Nationaal park Fiordland, dat met zijn oppervlakte van ongeveer 12.500 km² het grootste natuurpark van Nieuw-Zeeland is.
Er zijn veel toeristische attracties zoals Milford Sound, Doubtful Sound en de Milford Track. Er leven enkele bedreigde diersoorten zoals de takahe, de kiwi en de blauwe eend. Het grootste gedeelte van Fiordland wordt gedomineerd door de Nieuw-Zeelandse of Zuidelijke Alpen en de vele valleien die onder water gelopen zijn. Er liggen ook enkele zeer hoge watervallen in Fiordland.
De naam Fiordland komt van de Noorse term fjord.

## Fjorden
- Milford Sound
- Sutherland Sound
- Bligh Sound
- George Sound
- Caswell Sound
- Charles Sound
- Nancy Sound
- Thompson Sound
- Doubtful Sound
- Dagg Sound
- Breaksea Sound
- Dusky Sound
- Chalky Inlet
- Preservation Inlet